# Crédito à exportação
O seguro de Crédito à exportação, no Brasil, garante ao exportador a cobertura contra as perdas líquidas que venha a sofrer, em consequência da falta de recebimento do crédito concedido aos seus clientes importadores do exterior (i. é, o não-pagamento).
É praticado em duas modalidades:
- Riscos Comerciais – caracterizados pela inadimplência, concordata ou falência do importador privado;
- Riscos Políticos e Extraordinários - caracterizado pela inadimplência de importador público, moratória geral decretada pelas autoridades do país do importador, decisões do governo brasileiro ou de governos estrangeiros que impossibilitem a realização de pagamento pelo importador, superveniência, fora do Brasil, de guerra, revolução, motim ou catástrofes naturais que impeçam a execução do contrato de exportação, entre outros.

Em qualquer das modalidades, é fundamental que seja caracterizada a "exigibilidade do crédito" para cobertura do risco.